# Comuna Deleni, Vaslui
Deleni este o comună în județul Vaslui, Moldova, România, formată din satele Bulboaca, Deleni (reședința), Moreni și Zizinca.

## Așezare
Comuna se învecinează la est cu comuna Muntenii de Jos, la sud cu comunele Costești și Bogdănești iar la nord și nord-vest se învecinează cu comuna Lipovăț.
Se află la intersecția paralelei de 46°37′ latitudine nordicǎ cu meridianul de 27°41′ longitudine esticǎ. Comuna are o suprafatǎ de aproximativ 4114 hectare.

## Demografie
Componența etnică a comunei Deleni
     Români (86,94%)
     Alte etnii (0,11%)
     Necunoscută (12,96%)
Componența confesională a comunei Deleni
     Ortodocși (83,78%)
     Creștini după evanghelie (2,18%)
     Alte religii (0,82%)
     Necunoscută (13,23%)
Conform recensământului efectuat în 2021, populația comunei Deleni se ridică la 1.837 de locuitori, în scădere față de recensământul anterior din 2011, când fuseseră înregistrați 2.257 de locuitori. Majoritatea locuitorilor sunt români (86,94%), iar pentru 12,96% nu se cunoaște apartenența etnică. Din punct de vedere confesional, majoritatea locuitorilor sunt ortodocși (83,78%), cu o minoritate de creștini după evanghelie (2,18%), iar pentru 13,23% nu se cunoaște apartenența confesională.

## Istorie
La sfârșitul secolului al XIX-lea, comuna făcea parte din plasa Crasna a județului Vaslui și era alcătuită doar din satul de reședință cu același nume, cu o populație de 3006 de locuitori. În comună funcționa o școală mixtă frecventată de 48 de elevi și două biserici. Aceiași sursă menționează că comuna era împărțită în două mahalale. Prima, cea de jos purtau denumirile de Burghelești și Cârceoani, iar a doua, cea de sus purtau denumirile de Bilahoiul, Blănițești, Gherghina și Movila.
Anuarul Socec din 1925 consemnează comuna în plasa Solești din același județ, cu o populație de 2992 de locuitori, fiindu-i alipite între timp satele Bulboaca și Zizinca (până atunci, la comuna Lipovăț). Satul Moreni apare și el pe teritoriul comunei, ca fiind cătun.  În 1931, satul Moreni apare ca sat, iar comuna capătă forma actuală.
În anul 1950, comuna a trecut în administrația raionului Vaslui din regiunea Bârlad și (după 1956) din regiunea Iași. În anul 1968, comuna a trecut la județul Vaslui.

## Politică și administrație
Comuna Deleni este administrată de un primar și un consiliu local compus din 11 consilieri. Primarul, Doru Eșanu[*], de la Partidul Național Liberal, este în funcție din octombrie 2020. Începând cu alegerile locale din 2024, consiliul local are următoarea componență pe partide politice:
|  | Partid                    | Consilieri | Componența Consiliului | Componența Consiliului | Componența Consiliului | Componența Consiliului | Componența Consiliului |
|  | ------------------------- | ---------- | ---------------------- | ---------------------- | ---------------------- | ---------------------- | ---------------------- |
|  | Partidul Național Liberal | 5          |                        |                        |                        |                        |                        |
|  | Partidul Social Democrat  | 4          |                        |                        |                        |                        |                        |
|  | Alianța Dreapta Unită     | 2          |                        |                        |                        |                        |                        |

## Personalități locale
- Viorel P. Barbu (n.1941), matematician, membru titular al Academiei Române.